# نوريفومي تاكاموتو
نوريفومي تاكاموتو (باليابانية: 高本 詞史) (31 ديسمبر 1967 في ميازاكي في اليابان – )؛ هو لاعب كرة قدم ياباني سابق كان يلعب كمدافع.

## وصلات خارجية
- نوريفومي تاكاموتو على موقع رابطة كرة القدم اليابانية للمحترفين (اليابانية)
- نوريفومي تاكاموتو على موقع عالم كرة القدم.نت (الإنجليزية)